# Paul Whiteman
Paul Whiteman (ur. 28 marca 1890 w Denver, zm. 29 grudnia 1967 w Doylestown) – amerykański kierownik orkiestry jazzowej.
Początkowo był skrzypkiem, grając w orkiestrach symfonicznych w Denver i San Francisco. W 1918 utworzył własną orkiestrę, w której grało wielu wybitnych muzyków jazzowych m.in. Bix Beiderbecke, Jimmy Dorsey, Tommy Dorsey, Jack Teagarden, Joe Venuti, Red Nichols.
W 1924 po raz pierwszy zaprezentował "Błękitną rapsodię" George'a Gershwina.
Od lat 50. był dyrektorem American Broadcasting Company (ABC) w Nowym Jorku. W 1930 wystąpił w filmie Król jazzu (ang. King of Jazz).